# Mihajlovac (miasto Smederevo)
Mihajlovac (cyr. Михајловац) – wieś w Serbii, w okręgu podunajskim, w mieście Smederevo. W 2011 roku liczyła 2656 mieszkańców.